# Giulio Cesare in Egitto

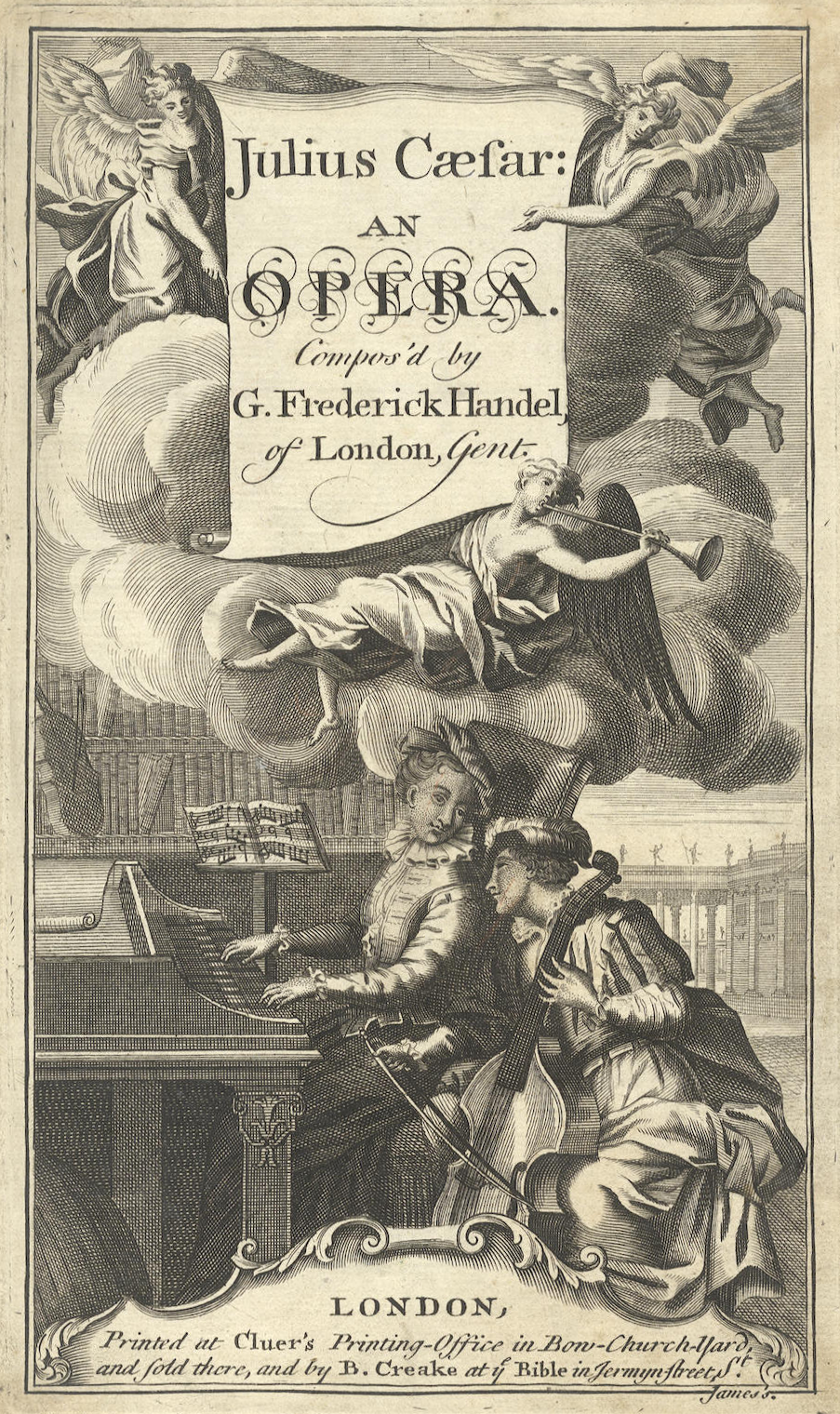
Första upplagan utgiven 1724.

Giulio Cesare in Egitto, även kallad Giulio Cesare, Julius Caesar eller Julius Caesar i Egypten (HWV 17), är en opera seria i tre akter av Georg Friedrich Händel och med libretto av Nicola Haym efter ett drama av Giacomo Francesco Bussani.

## Historia
Operan uruppfördes den 20 februari 1724 på King's Theatre, Haymarket, London. Operan utgör Händels höjdpunkt inom operagenren och premiären med dåtidens stora stjärnor kastratsångaren Senesino och sopranen Francesca Cuzzoni i de två huvudrollerna blev bejublad. Verket återuppfördes många gånger redan under Händels levnad, dock med vissa förändringar i sångstämmorna. Rollen som Giulio Cesare var totalt anpassad till Senesino och ansågs vara hans praktnummer, vilket gjorde att han sjöng den nästan under alla återuppsättningarna.
I modern tid har återuppfördes Giulio Cesare för första gången av Oskar Hagen i Göttingen (stad i det som tidigare var Hannover där Händel först var verksam) 1922. Sedan mezzosopraner som Marilyn Horne och Kathleen Ferrier och senare countertenorer som David Daniels och Andreas Scholl tagit sig an rollen som Julius Caesar har den blivit en del av standardrepertoaren inom barockopera.
I Sverige uppfördes operan för första gången på Operan i Stockholm den 23 februari 1985 och på Drottningholmsteatern 2001 med Lawrence Zazzo och Laura Claycomb i huvudrollerna (och svenska mezzosopranen Malena Ernman i rollen som Sesto samt kontratenoren Mikael Bellini i rollen som "Tholomeo").
Den sattes upp på Göteborgsoperan med premiär den 13 september 2008.

## Roller

### Rollista med rösttyper som vid uruppförandet
| Roll          | Beskrivning                                        | Rösttyp    | Sångare vid uruppförandet 1724 |
| ------------- | -------------------------------------------------- | ---------- | ------------------------------ |
| Giulio Cesare | Roms förste kejsare                                | altkastrat | Senesino                       |
| Cleopatra     | Egyptisk drottning                                 | sopran     | Francesca Cuzzoni              |
| Sextus        | Son till den avrättade romerska generalen Pompejus | sopran     | Margherita Durastanti          |
| Ptolemaios    | Farao                                              | altkastrat | Gaetano Berenstadt             |
| Nireno        | Cleopatras betjänt                                 | altkastrat | Giuseppe Bigonzi               |
| Cornelia      | Mor till Sextus                                    | alt        | Anastasia Robinson             |
| Achilla       | General över de Egyptiska trupperna                | bas        | Giuseppe Maria Boschi          |
| Curio         | General över de Romerska trupperna                 | bas        | John Lagarde                   |

## Handling
Akt 1
Julius Caesar har begett sig till Alexandria i Egypten för att besegra den romerska generalen Pompejus som gjort uppror. När han slår läger kommer Pompejus fru Cornelia och sonen Sextus för att be om fred. De hinner knappt tala färdigt förrän Ptolemaios general Achillas kommer och överräcker Pompejus huvud som gåva till Julius Caesar, detta för att visa egyptiernas underkastelse till Caesar. Alla romare i lägret, inklusive Julius Caesar, förfasas över detta, och Sextus utkräver hämnd. Under tiden försöker Ptolemaios bli ensam regent genom att intrigera mot sin syster Cleopatra. Hon förklär sig till en av sina hovdamer och beger sig till det romerska lägret för att få hjälp av Julius Caesar. På kvällen bjuds romarna på fest hos Ptolemaios och Cleopatra. Sextus utmanar Ptolemaios men grips och Cornelia förs till Ptolemaios som förälskat sig i henne.
Akt 2
Cleopatra och Julius Caesar träffas i hennes palats, men Achillas smyger in för att lönnmörda Caesar. Caesar lyckas med Cleopatras hjälp att undkomma genom att kasta sig i havet. Achillas rapporterar till Ptolemaios att Caesar är död, och vill ha sin utlovade belöning, Cornelia, men Ptolemaios vägrar.
Akt 3
Cleopatra har tagit över ledningen för de romerska trupperna för att hämnas Caesars förmodade död, men de har besegrats av egyptierna och hon har tillfångatagits av sin bror Ptolemaios. Achillas har blivit dödligt skadad i striderna och Sextus och Nireno finner honom på stranden. Han erkänner för Sextus att det var han som högg huvudet av Pompejus, men att han ångrar sig. Innan han dör ger han Sextus en ring som gör bäraren till ledare över en trupp krigare, allt för att han ska kunna hämnas på Ptolemaios för Pompejus och honom. Under hela händelseförloppet har Julius Caesar gömd betraktat dem, och han övertar ringen från Sextus. Han leder krigarna och besegrar egyptierna och befriar sin älskade Cleopatra. Sextus dödar i striderna Ptolemaios och får därmed sin hämnd. Operan avslutas med att Cleopatra under stort jubel kröns till drottning med Caesar vid sin sida.

## Kända arior
- "Svegliatevi nel core" - Sesto (Akt 1)
- "Cara speme, questo core" - Sesto (Akt 1)
- "Non disperar" - Cleopatra (Akt 1)
- "Va tacito e nascosto" - Giulio Cesare (Akt 1)
- "V'adoro pupille" - Cleopatra (Akt 2)
- "L'angue offeso mai riposa" - Sesto (Akt 2)
- "Al lampo dell'armi" - Giulio Cesare (Akt 2)
- "Se pietà di me non senti" - Cleopatra in (Akt 2)
- "Dall'ondo…Aure, deh, per pietà spirate" - Giulio Cesare (Akt 3)
- "La giustizia ha già sull'arco" - Sesto (Akt 3)
- "Da tempeste il legno infranto" - Cleopatra (Akt 3)